# Alfred Björkman
Per Alfred Björkman, född den 31 maj 1847 i Hudiksvall, död den 15 oktober 1917 i Stockholm, var en svensk skolman. Han var far till Erik Björkman.
Björkman blev student vid Uppsala universitet 1868 och avlade filosofie kandidatexamen 1873. Han var amanuens vid Fysiska institutionen i Uppsala 1874–1875 och promoverades till filosofie doktor 1877. Björkman var adjunkt vid Högre allmänna läroverket i Uppsala 1876–1879 och lektor i matematik och fysik vid Norra latinläroverket i Stockholm 1879–1913 samt därjämte föreståndare vid Wallinska flickskolan i Stockholm 1893–1898. Han blev riddare av Nordstjärneorden 1896. Björkman vilar i en familjegrav på Norra begravningsplatsen utanför Stockholm.